# Lit (Lit)
Lit è il quarto album dei Lit e il loro primo disco completamente nuovo dopo tre anni. Inoltre è il loro primo album con la casa discografica Nitrus Records/DRT Entertainment (nei tre anni precedenti si divisero dalla RCA). L'album è stato registrato al World Class Audio a Anaheim e al The Pool House a Fullerton in California.

## Formazione
- A. Jay Popoff - voce
- Jeremy Popoff - chitarra, voce
- Kevin Baldes - basso
- Allen Shellenberger - batteria

## Tracce
1. Too Fast For A U-Turn (A. Jay Popoff, Jeremy Popoff) - 3:15
2. Looks Like They Were Right (A. J. Popoff, J. Popoff) - 3:56
3. Needle & Thread (J. Popoff, Kevin Baldes) - 3:04
4. Times Like This (A. J. Popoff, J. Popoff, Marti Frederickson) - 3:20
5. Throwaway (A. J. Popoff, J. Popoff, Baldes) - 3:31
6. Forever Begins Right Now (A. J. Popoff, J. Popoff, Dennis Hill) - 3:07
7. Moonshine (A. J. Popoff, J. Popoff) - 3:21
8. Alright (J. Popoff) - 2:40
9. Lullaby (J. Popoff) - 4:15
10. Hard To Find (A. J. Popoff, J. Popoff, Baldes) - 3:40
11. All Or Nothing (A. J. Popoff, J. Popoff) - 4:02
12. Pictures of You (Simon Gallup, Roger O'Donnell, Robert Smith, Paul Thompson, Laurence Tolhurst, Boris Williams) - 4:46
13. Bulletproof (A. J. Popoff, J. Popoff, Frederickson) - 4:19